# Lijst van Belgische plaatsen in twee talen

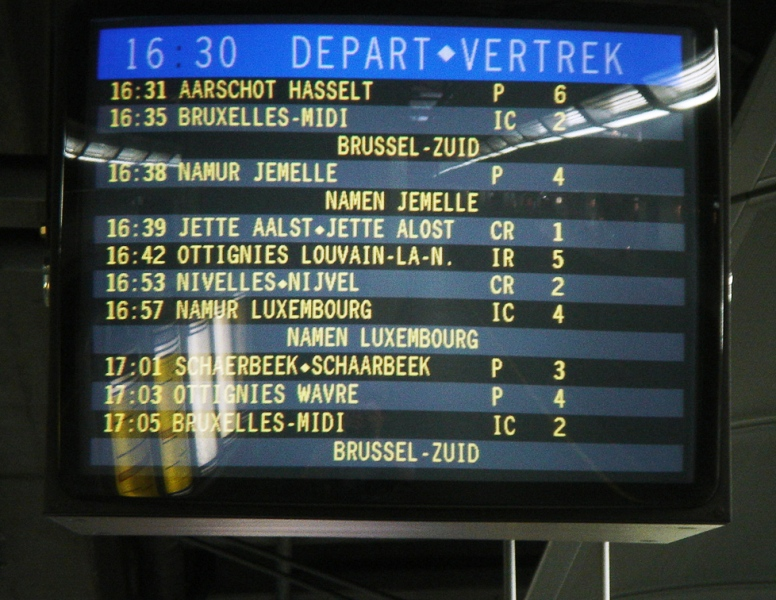
Meertalige aanduiding in NMBS-station

Omdat België drie officiële talen kent, hebben veel plaatsen naast de naam in de plaatselijke taal ook een naam in een of meer van de andere landstalen.
Hieronder staat een aantal van die plaatsnamen aangegeven. De eerste naam is het endoniem, behalve bij de gemeentenamen uit het Brussels Hoofdstedelijk Gewest; aangezien het Nederlands en het Frans hier formeel gelijkberechtigd zijn, kunnen beide namen als endoniem worden aangemerkt. Deze namen zijn met een asterisk aangegeven. De gemeenten van het officieel Duitse taalgebied zijn met 'D' aangegeven. Bij een Duitse tweede naam voor een plaats waarvan de bevolking niet meer Duitstalig is of dat nooit was, staat 'Duits'.

## A
- Aalst - Alost
- Aalter - Aeltre
- Afsnee - Afsné
- Amel - Amblève 'D'
- Amougies - Amengijs
- Anlier - Ansler (Duits)
- Antwerpen - Anvers
- Archennes - Eerken
- Arlon - Aarlen - Arel (Duits)
- Ath - Aat
- Athus - Athem (Duits)
- Aubange - Ibingen (Duits)
- Autelbas - Niederelter (Duits)

## B
- Baarle-Hertog - Baerle-Duc
- Bassenge - Bitsingen
- Baelen- Balen
- Bassilly - Zullik
- Bastogne - Bastenaken - Bastenach (Duits)
- Bas-Warneton - Neerwaasten
- Beauvechain - Bevekom
- Beert - Brages
- Beho - Bochholz (Duits)
- Belsele - Belcele
- Berneau - Berne
- Bettincourt - Bettenhoven
- Bever - Biévène
- Bierghes - Bierk
- Boirs - Beurs
- Bois-de-Lessines - Lessenbos
- Bombaye - Bolbeek
- Borgloon - Looz
- Braine-l'Alleud - Eigenbrakel
- Braine-le-Château - Kasteelbrakel
- Braine-le-Comte - 's-Gravenbrakel
- Brussel / Bruxelles* - Brüssel (Duits)
- Brugge - Bruges - Brügge (Duits)
- Büllingen - Bullange 'D'
- Bütgenbach - Butgenbach 'D'

## C
- Clabecq - Klabbeek
- Comines - Komen

## D
- De Kluis - La Clause -
- Dendermonde - Termonde
- Deux-Acren - Twee-Akren
- Diets-Heur - Heure-le-Tiexhe
- Diksmuide - Dixmude
- Dottignies - Dottenijs
- Drongen - Tronchiennes
- Duisburg - Duysbourg
- Dworp - Tourneppe

## E
- L'Écluse - Sluizen
- Eksaarde - Exaerde
- Ellezelles - Elzele
- Elsene - Ixelles*
- Enghien - Edingen
- Everbeek - Everbecq
- Eupen - Néau 'D'

## F
- Fauvillers - Feiteler
- Flobecq - Vloesberg

## G
- Gaasbeek - Gaesbeek
- Galmaarden - Gammerages
- Genappe - Genepiën
- Gent - Gand
- Geraardsbergen - Grammont - Gerhardsbergen (Duits)
- Ghislenghien - Gellingen
- Gistel -Ghistelles
- Glons - Glaaien
- Goé - Gulke (Duits Gülke, Ned. Gulke)
- Goetsenhoven - Gossoncourt
- 's-Gravenvoeren - Fouron-le-Comte
- Grez-Doiceau - Graven
- Groot-Bijgaarden - Grand-Bigard
- Groot-Gelmen - Grand-Jamine
- Groot-Loon - Grand-Looz
- Gutschoven - Gossoncourt

## H
- De Haan - Coq-sur-Mer
- Haasdonk - Haesdonck
- Habay - Habich (Duits)
- Habergy - Hewerdingen (Duits)
- Hachy - Herzig (Duits)
- Halanzy - Holdingen (Duits)
- Halle - Hal
- Hannut - Hannuit
- Harelbeke - Harlebeke
- Heikruis - Hautecroix
- Heinsch - Heinschel (Duits)
- Helkijn - Helchin
- Henri-Chapelle - Hendrik-Kapelle - Heinrichskapelle (Duits)
- Herk-de-Stad - Herck-la-Ville
- Herne - Hérinnes
- Herseaux - Herzeeuw
- Heverlee - Héverlé
- Hoeilaart - Hoeilaert
- Hombourg - Homburg
- Hondelange - Hondelingen (Duits)
- Hoves - Hove
- La Hulpe - Terhulpen
- Huy - Hoei

## I
- Ieper - Ypres - Ypern (Duits)
- Ittre - Itter

## J
- Jauche - Geten
- Jeuk - Goyer
- Jezus-Eik - Notre-Dame-au-Bois
- Jodoigne - Geldenaken
- Jodoigne-Souveraine - Opgeldenaken
- Jurbise - Jurbeke

## K
- Kallo - Calloo
- Kapelle-op-den-Bos - Cappelle-au-Bois
- Kasterlee - Casterlé
- Kelmis - La Calamine 'D'
- Kester - Castre (Vlaams-Brabant)
- Klein-Sinaai - Petit-Sinay
- De Klinge - La Clinge
- Kokejane - Coquiane*
- Koksijde - Coxyde
- Kortrijk - Courtrai
- Kuringen - Curange

## L
- La Clouse (Aubel) - Kluis
- Lanaye - Ternaaien
- La Hulpe - Terhulpen
- Lauw - Lowaige
- Lembeek - Lembecq
- Leopoldsburg - Bourg-Léopold
- Lessines - Lessen
- Leuven - Louvain - Löwen (Duits)
- Liège - Luik - Lüttich (Duits)- Lîdje (Waals)
- Lier - Lierre
- Limbourg - Limburg - Limburg (Duits)
- Limerlé - Lamerscher (Duits)
- Lincent - Lijsem
- Linsmeau - Linsmeel
- Lixhe - Lieze
- Lokeren - Locres
- Luingne - Lowingen

## M
- Malmedy - Malmünd (Duits)
- Marcq - Mark
- Martelange - Martelingen (Duits)
- Mechelen - Malines - Mecheln (Duits)
- Mechelen-Bovelingen - Marlinne
- Meldert - Maillard
- Mélin - Malen
- Menen - Menin
- Mesen - Messines
- Messancy - Metzig (Duits)
- Meyrode - Meyerode 'D'
- Middelburg (Maldegem) - Middelbourg
- Moelingen - Mouland
- Mons - Bergen - Bergen (Duits)
- Mont-de-l'Enclus - Kluisberg
- Mouscron - Moeskroen

## N
- Namur - Namen
- Niel-bij-Sint-Truiden - Niel-Saint-Trond
- Nieuwkerke - Neuve-Église
- Nieuwkerken-Waas - Nieukerken-Waes
- Nieuwpoort - Nieuport
- Nivelles - Nijvel
- Nobressart - Elcherot (Duits)

## O
- Oisquercq - Oostkerk
- Oleye - Liek
- Ollignies - Woelingen
- Onze-Lieve-Vrouw-Lombeek - Lombeek-Sainte-Marie
- Onze-Lieve-Vrouw-Waver - Wavre-Nôtre-Dame
- Oostende - Ostende
- Oreye - Oerle
- Othée - Elch
- Otrange - Wouteringen
- Ottenburg- Ottenbourg
- Oudenaarde - Audenarde (of Audenaerde)
- Oudergem / Auderghem*
- Oud-Heverlee - Vieux-Héverlé
- Oud-Turnhout - Vieux-Turnhout
- Overijse - Isque

## P
- De Panne - La Panne
- Papignies - Papegem
- Pellaines - Pellen
- Perwez - Perwijs
- Petit-Enghien - Lettelingen
- Piétrain - Petrem
- De Pinte - La Pinte
- Piringen - Pirange
- Plombières - Blieberg - Bleyberg (Duits)
- Puivelde - Puyvelde

## R
- Rachecourt - Resig (Duits)
- Racour - Raatshoven
- Rebecq-Rognon - Roosbeek (in Waals-Brabant)
- Remersdaal - Remersdael
- Roclenge-sur-Geer - Rukkelingen-aan-de-Jeker
- Roclenge-Looz - Rukkelingen-Loon
- Roeselare - Roulers
- Ronse - Renaix
- Rosoux-Crenwick - Roost-Krenwik
- Ruisbroek - Ruysbroeck
- Rukkelingen-Loon - Roclenge-Looz
- Russeignies - Rozenaken
- Rutten - Russon

## S
- Scherpenheuvel - Montaigu
- Scherpenheuvel-Zichem - Montaigu-Zichem
- Saint-André - Sint-Andries
- Saintes - Sint-Renelde
- Saint-Jean-Geest - Sint-Jans-Geest
- Saint-Remy-Geest - Sint-Remigius-Geest
- Sankt Vith - Saint-Vith 'D'
- Schaarbeek / Schaerbeek*
- Scherpenheuvel - Montaigu
- Sélange - Sellingen (Duits)
- Silly - Opzullik
- Sinaai - Sinay(-Waes)
- Sint-Agatha-Rode - Rhode-Sante-Agathe
- Sint-Agatha-Berchem - Berchem-Sainte-Agathe*
- Sint-Amands (Antwerpen) - Saint-Amand-sur-Escaut
- Sint-Amandsberg (Oost-Vlaanderen) - Mont-Saint-Amand
- Sint-Baafs-Vijve - Vive-Saint-Bavon
- Sint-Blasius-Boekel - Boucle-Sainte-Blaise
- Sint-Denijs - Saint-Genois
- Sint-Denijs-Boekel - Boucle-Saint-Denis
- Sint-Eloois-Vijve - Vive-Saint-Eloi
- Sint-Genesius-Rode - Rhode-Saint-Genèse
- Sint-Gillis - Saint-Gilles*
- Sint-Gillis-Waas - Saint-Gilles-Waes
- Sint-Huibrechts-Hern - Hern-Saint-Hubert
- Sint-Huibrechts-Lille - Lille-Saint-Hubert
- Sint-Jans-Molenbeek / Molenbeek-Saint-Jean*
- Sint-Jacobs-Kapelle - Saint-Jacques-Capelle
- Sint-Joost-ten-Node / Saint-Josse-ten-Noode*
- Sint Joris - Saint-Georges
- Sint-Joris-Weert - Weert-Saint-Georges
- Sint-Joris-Winge - Winghe-Saint-Georges
- Sint-Katelijne-Waver - Wavre-Sainte-Cathérine
- Sint-Kornelis-Horebeke - Hoorebeke-Saint-Corneille
- Sint Kruis - Sainte Croix
- Sint-Kruis-Winkel - Winkel-Sainte-Croix
- Sint-Kwintens-Lennik - Lennick-Saint-Quintin
- Sint-Lambrechts-Woluwe / Woluwe-Saint-Lambert*
- Sint-Lambrechts-Herk- Herck-Saint-Lambert
- Sint-Laureins-Berchem - Berchem-Saint-Laurent
- Sint-Lenaarts - Saint-Léonard
- Sint-Lievens-Houtem- Hauthem-Saint-Liévin
- Sint-Margriete-Houtem - Hauthem-Sainte-Marguerite
- Sint-Maria-Horebeke - Hoorebeke-Sainte-Marie
- Sint-Maria-Latem - Laethem-Sainte-Marie
- Sint-Maria-Oudenhove - Audenhove-Sainte-Marie
- Sint-Martens-Bodegem - Bodegem-Saint-Martin
- Sint-Martens-Latem - Laethem-Saint-Martin
- Sint-Martens-Lennik - Lennick-Saint-Martin
- Sint-Martens-Voeren - Fouron-Saint-Martin
- Sint-Michiels - Saint Michel
- Sint-Niklaas - Saint-Nicolas
- Sint-Pauwels - Saint-Paul
- Sint-Pieters-Kapelle - Saint-Pierre-Capelle
- Sint-Pieters-Voeren - Fouron-Saint-Pierre
- Sint-Pieters-Rode- Rhode-Saint-Pierre
- Sint-Pieters-Leeuw - Leeuw-Saint-Pierre
- Sint-Pieters-Woluwe / Woluwe-Saint-Pierre*
- Saint-Remy-Geest - Sint-Remigius-Geest
- Sint-Rijkers - Saint-Ricquiers
- Sint-Stevens-Woluwe - Woluwe-Saint-Étienne
- Sint-Truiden - Saint-Trond
- Sint-Ulriks-Kapelle - Cappelle-Saint-Ulric
- Sluizen (in Limburg) - Sluse
- Soignies - Zinnik
- Spiere - Espierres
- Stavelot - Stablo (Duits)
- Steenkerque - Steenkerke

## T
- Temse - Tamise
- Thiaumont - Diedenburg (Duits)
- Tienen - Tirlemont
- Tintange - Tinnen (Duits)
- Tongeren - Tongres - Tongern (Duits)
- Tontelange - Tontel (Duits)
- Tourinnes-la-Grosse - Deurne
- Tournai - Doornik
- Trognée - Truielingen
- Tubize - Tubeke

## U
- Ukkel / Uccle*

## V
- Val-Meer - Fall-et-Mheer
- Vance- Wanen (Duits)
- Velzeke - Velsique
- Veulen - Fologne
- Veurne - Furnes
- Vielsalm - Salm (Duits)
- Vilvoorde - Vilvorde
- Visé - Wezet
- Vlijtingen - Flétange
- Voeren - Fourons
- Vorsen - Fresin
- Vorst / Forest*
- Vreren - Freeren, Frères

## W
- Waasmont - Wamont
- Waasmunster - Waesmunster
- Waimes - Weismes (Duits)
- Walshoutem - Houtain-l'Évêque
- Waremme - Borgworm
- Warneton - Waasten
- Warsage - Weerst
- Watermaal-Bosvoorde / Watermael-Boitsfort*
- Wauthier-Braine - Woutersbrakel
- Wavre - Waver
- Welkenraedt - Welkenraat - Welkenrath (Duits)
- Wervik - Wervicq
- Wihogne - Nudorp
- Wonck - Wonk
- Wodecq - Wodeke
- Wolkrange - Wolker (Duits)

## Z
- Zétrud-Lumay - Zittert-Lummen
- Zoutleeuw - Léau
- Zulzeke - Sulsique
- Zuun - Zuen